# Транспорт Центральноафриканської Республіки
Транспорт Центральноафриканської Республіки представлений автомобільним , залізничним , повітряним , водним (річковим) , у населених пунктах  та у міжміському сполученні діє громадський транспорт пасажирських перевезень. Площа країни дорівнює 622 984 км² (45-те місце у світі). Форма території країни — видовжена в широтному напрямку; максимальна дистанція з півночі на південь — 1415 км, зі сходу на захід — 745 км. Географічне положення Центральноафриканської Республіки дозволяє країні контролювати транспортні шляхи між країнами Західної та Східної, Північної та Центральної Африки.

## Автомобільний
Загальна довжина автошляхів у Центральноафриканській Республіці, станом на 2010 рік, дорівнює 20 278 км, з яких 1 385 км із твердим покриттям і 18 893 км без нього (107-ме місце у світі).

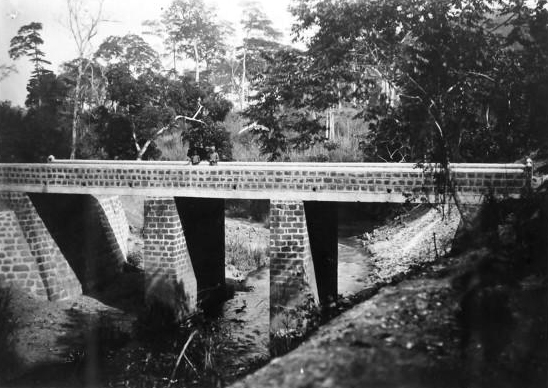
Шлях з Батанґафо до Банґі, 1924 рік
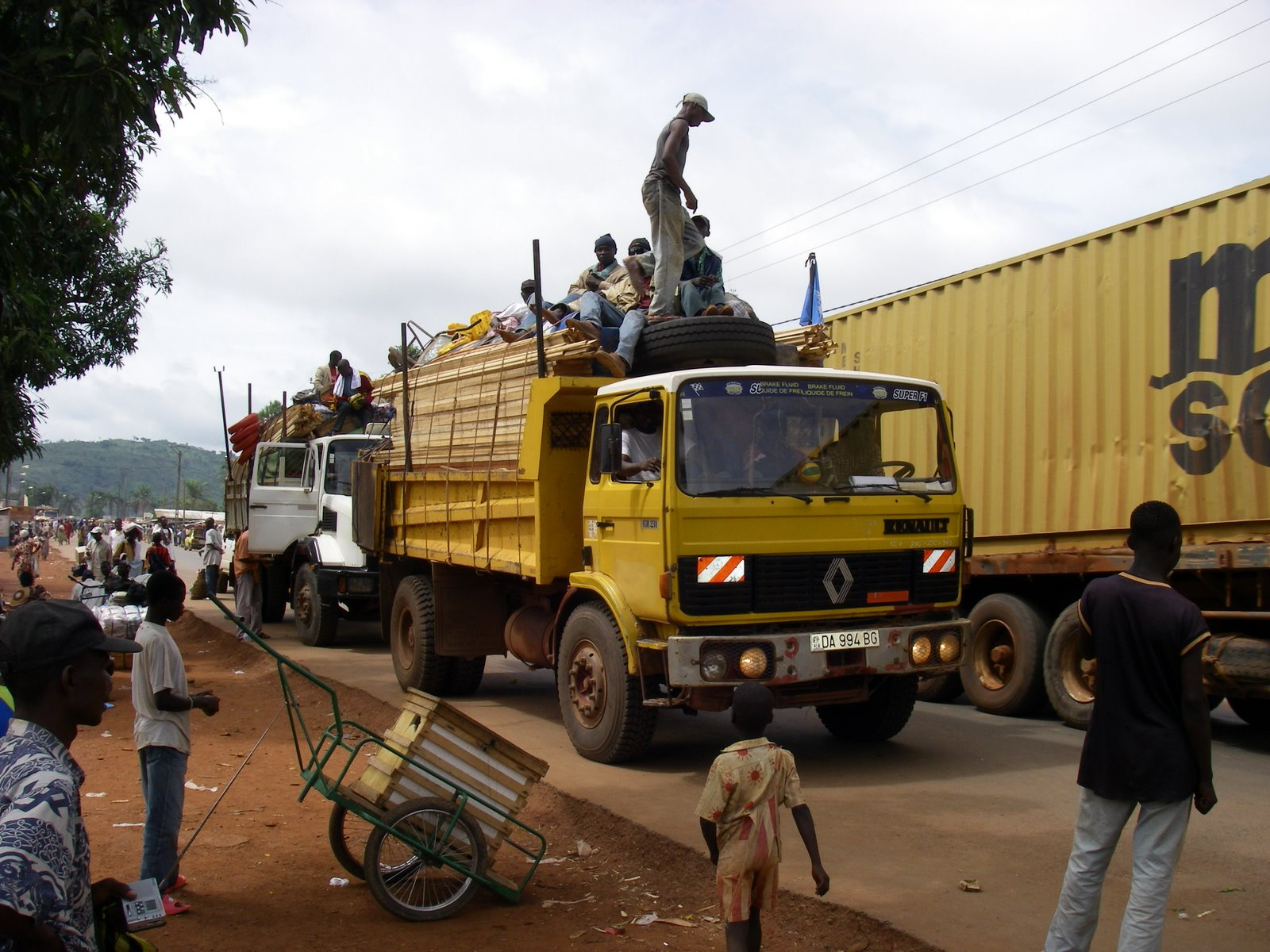
Вантажівки в Банґі

1974 року був розпочатий державний проект реконструкції доріг, який був завершений через десять років, завдяки якому було побудовано 3 автошляхи з міста Нола. Дороги до Судану і з півночі на Чад перебувають у поганому стані. Головні автошляхи країни:
- RN1 (фр. Route Nationale 1) — дорога на північ від Банґі; довжина — 482 км через Босанґоа до Мунду, Чад.
- RN2 — дорога на схід від Банґі; довжина — 1202 км через Бамбарі і Банґасу до суданського кордону.
- RN3 — дорога на захід від RN1 на Босембеле; довжина — 453 км через Буар і Бабуа камерунського кордону як частина Трансафриканської магістралі.
- RN4 — дорога від RN2 на Дамара; довжина — 76 км на північ від Банґі, 554 км на північ через Буса і Батанґафо до Сарху, Чад.
- RN6 — дорога на південь і захід від Банґі; довжина — 605 км через Мбаїкі, Карно і Бербераті до Ґамбули на кордоні з Камеруном.
- RN8 — дорога на північний схід від RN2 на Сіб'ю; довжина — 23 км через Каґа-Бандоро, Нделе і Бірао до суданського кордону.
- RN10 — дорога на південь від RN6 з Бербераті; довжина — 136 км до міста Нола.
- RN11 — дорога з Баоро на південь; довжина — 104 км до Карно.

2003 року в країні налічувалося близько 1850 приватних і 1650 комерційних транспортних засобів.

## Залізничний
У країні відсутня залізниця. 2002 року було запропоновано побудувати залізничну колію з камерунського порту Кібі до столиці країни, міста Банґі.

## Повітряний
У країні, станом на 2013 рік, діє 39 аеропортів (106-те місце у світі), з них 2 із твердим покриттям злітно-посадкових смуг і 37 із ґрунтовим. Головний аеропорт — міжнародний аеропорт Банґі. Аеропорти країни за довжиною злітно-посадкових смуг розподіляються наступним чином (у дужках окремо кількість без твердого покриття):
- від 10 тис. до 8 тис. футів (3047-2438 м) — 1 (1);
- від 8 тис. до 5 тис. футів (2437—1524 м) — 1 (12);
- від 5 тис. до 3 тис. футів (1523—914 м) — 0 (19);
- коротші за 3 тис. футів (<914 м) — 0 (6)[1].

У країні, станом на 2015 рік, зареєстровано 2 авіапідприємства, які оперують 2 повітряними суднами. Держава свого часу була партнером Air Afrique, перш ніж авіакомпанія припинила свою діяльність у 2002 року. Авіалінії Inter-RCA забезпечує внутрішні польоти. За 2015 рік загальний пасажирообіг на внутрішніх і міжнародних рейсах становив 46,3 тис. осіб. 2015 року повітряним транспортом перевезення вантажів, окрім багажу пасажирів, не здійснювалось.

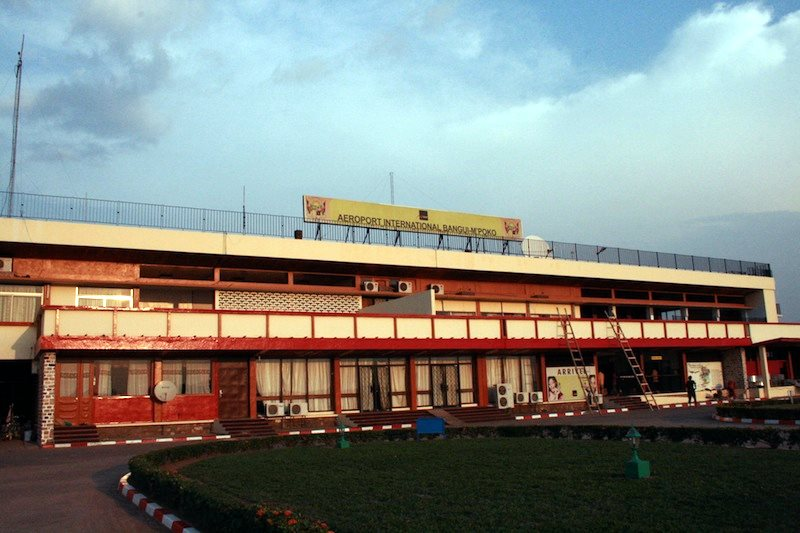
Міжнародний аеропорт в Банґі
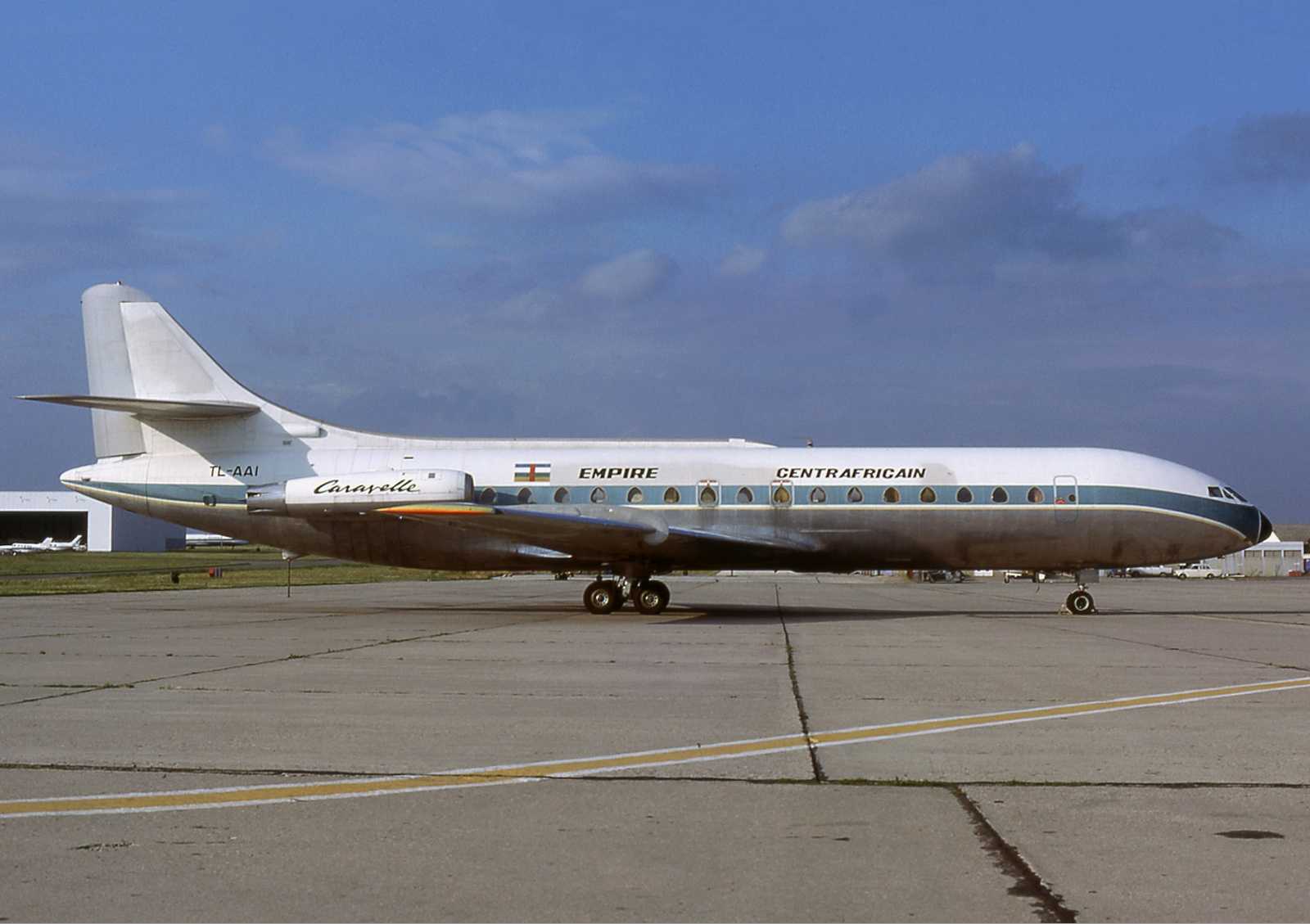
Урядовий літак

Центральноафриканська Республіка є членом Міжнародної організації цивільної авіації (ICAO). Згідно зі статтею 20 Чиказької конвенції про міжнародну цивільну авіацію 1944 року, Міжнародна організація цивільної авіації для повітряних суден країни, станом на 2016 рік, закріпила реєстраційний префікс — TL, заснований на радіопозивних, виділених Міжнародним союзом електрозв'язку (ITU). Аеропорти Центральноафриканської Республіки мають літерний код ІКАО, що починається з — FE.

## Водний

### Річковий
Загальна довжина судноплавних ділянок річок і водних шляхів, доступних для суден з дедвейтом понад 500 тонн, 2011 року становила 2 800 км (34-те місце у світі). Головні водні транспортні артерії країни: притока Конго, Убангі, традиційний експортний шлях, що з'єднував країну з морем через залізницю в порту Браззавіля, занепав з 1997 року через громадянську війну. Зовнішня торгівля здійснюється через територію Камеруну.
Головні річкові порти країни: Бангі на річці Убангі; Нола на річці Санга.

## Державне управління
Держава здійснює управління транспортною інфраструктурою країни через міністерство транспорту, цивільної авіації та шляхів сполучення. Станом на 25 січня 2017 року міністерство в уряді Сімпліса Саранджі очолював Теодоре Юссо.

### Українською
- Атлас. 10-11 клас. Економічна і соціальна географія світу / упорядники :  О. Я. Скуратович, Н. І. Чанцева. — К. : ДНВП «Картографія», 2010. — ISBN 978-966-475-639-3.
- Атлас світу / голов. ред. І. С. Руденко ; зав. ред. В. В. Радченко ; відп. ред. О. В. Вакуленко. — К. : ДНВП «Картографія», 2005. — 336 с. — ISBN 9666315467.
- Безуглий В. В. Економічна і соціальна географія зарубіжних країн : Навчальний посібник. — К. : ВЦ «Академія», 2007. — 704 с. — ISBN 978-966-580-239-6.
- Безуглий В. В., Козинець С. В. Регіональна економічна і соціальна географія світу : Навчальний посібник. — видання 2-ге, доп., перероб. — К. : ВЦ «Академія», 2007. — 688 с. — ISBN 966-580-144-9.
- Головченко В., Кравчук О. Країнознавство: Азія, Африка, Латинська Америка, Австралія і Океанія. — К., 2006. — 335 с. — ISBN 966-8939-04-2.
- Дахно І. І. Країни світу: Енциклопедичний довідник / І. І. Дахно, С. М. Тимофієв. — К. : Мапа, 2011. — 606 с. — (Бібліотека нового українця) — ISBN 978-966-8804-23-6.
- Дахно І. І. Економічна географія зарубіжних країн : навчальний посібник. — К. : Центр учбової літератури, 2014. — 319 с. — ISBN 978-611-01-0682-5.
- Дорошенко В. І. Географія транспорту : Навчальний посібник / В. І. Дорошенко, К. Д. Діденко. — К. : Київський нац. ун-т ім. Т. Шевченка, 2010. — 183 с. — ISBN 978-966-439-329-1.
- Дубович І. А. Країнознавчий словник-довідник. — 5-те вид., перероб. і доп. — К. : Знання, 2008. — 839 с. — ISBN 978-966-346-330-8.
- Економічна і соціальна географія країн світу : Навчальний посібник / За ред. С. П. Кузика. — Л. : Світ, 2002. — 672 с. — ISBN 966-603-178-7.
- Зарубіжна транспортна географія : навчальний посібник / уклад. : Петрашевський О. Л. и др. — К. : Національний транспортний університет, 2015. — 95 с. — ISBN 978-966-632-227-5.
- Книш М. М., Мамчур О. І. Регіональна економічна і соціальна географія світу (Латинська Америка та Карибські країни, Африка, Азія, Океанія) : навч. посіб. — Л. : ЛНУ ім. Івана Франка, 2013. — 368 с. — ISBN 978-617-10-0007-0.
- Юрківський В. М. Регіональна економічна і соціальна географія. Зарубіжні країни : Підручник. — К. : Либідь, 2001. — 416 с. — ISBN 966-06-0092-5.

### Англійською
- (англ.) Modern Transport Geography / Hoyle, B. and R. Knowles (eds). — Second Edition,. — London : Wiley, 1998.
- (англ.) Rodrigue, J-P. The Geography of Transport Systems. — Fourth Edition. — N. Y. : Routledge, 2017. — 440 с. — ISBN 978-1138669574.
- (англ.) Taaffe E. J., Gauthier H. L. and O'Kelly M. E. Geography of transportation. — Second Edition. — N. Y. : Prentice Hall, 1996. — ISBN 0-13-368572-1.
- (англ.) Black, W. Transportation: A Geographical Analysis. — N. Y. : Guilford, 2003.

### Російською
- (рос.) Центральноафриканская Республика // Африка: энциклопедический справочник [в 2-х тт.] / гл. ред. А. А. Громыко. — М. : Советская энциклопедия, 1986. — Т. 2. — С. 542.
- (рос.) Максаковский В. П. Географическая картина мира. Книга I: Общая характеристика мира. — М. : Дрофа, 2008. — 495 с. — ISBN 978-5-358-05275-8.
- (рос.) Максаковский В. П. Географическая картина мира. Книга II: Региональная характеристика мира. — М. : Дрофа, 2009. — 480 с. — ISBN 978-5-358-06280-1.
- (рос.) Страны Африки. Политико-экономический справочник / ред. В. Солодовников, В. Румянцев. — М. : Издательство политической литературы, 1969. — 318 с.
- (рос.) Физико-географический атлас мира. — М. : Академия наук СССР и главное управление геодезии и картографии ГГК СССР, 1964. — 298 с.
- (рос.) Шаповал Н. С. Транспортная география и транспортные системы мира : учебное пособие. — К. : Центр учбової літератури, 2006. — 188 с. — ISBN 000-0000-00-4.
- (рос.) Экономическая, социальная и политическая география мира. Регионы и страны / под ред. С. Б. Лаврова, Н. В. Каледина. — М. : Гардарики, 2002. — 928 с. — ISBN 5-8297-0039-5.
- (рос.) Энциклопедия стран мира / глав. ред. Н. А. Симония. — М. : НПО «Экономика» РАН, отделение общественных наук, 2004. — 1319 с. — ISBN 5-282-02318-0.